# Brunello Spinelli
Brunello Spinelli (Florence, 26 mei 1939 – aldaar, 6 februari 2018) was een Italiaans waterpolospeler.
Brunello Spinelli nam als waterpoloër eenmaal deel aan de Olympische Spelen, in 1960. 
Toen veroverde Italië het goud. Spinelli speelde twee wedstrijden als keeper.